# Cymaterus
Cymaterus is een kevergeslacht uit de familie van de boktorren (Cerambycidae). De wetenschappelijke naam van het geslacht werd voor het eerst geldig gepubliceerd in 1885 door Pascoe.

## Soorten
Cymaterus omvat de volgende soorten:
- Cymaterus plicaticollis Hayashi, 1977
- Cymaterus recens Holzschuh, 2005
- Cymaterus torridus Pascoe, 1885